# Mladen Božović
Mladen Božović (montenegróiul: Младен Божовић, Titograd, Jugoszlávia, 1984. augusztus 1. –) montenegrói válogatott labdarúgó, korábban a Videoton csapatának kapusa. Magyarországi szerződése előtt, megfordult a Zabjelo, a Budućnost Podgorica, és a Partizan csapatában is.

## Pályafutása

### Montenegróban
Az 1984-ben született kapus a Zabjelo csapatában kezdte pályafutását. 2003-ban a Budućnost Podgorica csapatához került, ahol 2008-ig játszott.

### Partizan
2008 januárjától két és fél szezont töltött Belgrádban, s ez idő alatt összesen 95 bajnoki és nemzetközi mérkőzésen őrizte a Partizan hálóját. Ha ehhez hozzátesszük a barátságos találkozókat, ez a szám 119-re nő. A 2009/10-es évad tavaszi szezonjában mindössze öt gólt kapott. A Partizánnal három bajnoki címet és két kupagyőzelmet szerzett.

### Videoton
2010. nyarán hároméves szerződést kötött a Videoton csapatával.

## Válogatott
Božović 2007 és 2017 között 42 alkalommal lépett pályára a montenegrói válogatottban.